# Яворів Григорій Петрович
Григорій Петрович Яворів (псевдо: «Яворенко», «Зимний»; 11 лютого 1914, с. Стрілків, тепер Стрийський район, Львівська область — осінь 1942, м. Аушвіц, Польща) — заступник коменданта Торунської залоги Карпатської Січі, обласний провідник ОУН Вінниччини та Полтавщини.

## Життєпис
Народився 11 лютого 1914 року в селі Стрілків (тепер Стрийського району Львівської області).
Навчався у Стрийській гімназії, згодом заочно закінчив Українську господарську академію в Подебрадах.
З 1932 року член ОУН, входив до повітового проводу Стрийщини. У серпні 1936 заарештований польською владою.
Наприкінці 1938 переходить через польсько-чехословацький кордон до Карпатської України. Вступає до Карпатської Січі, служить заступником коменданта Торунської станиці Степана Гинилевича-«Дубика» у званні підхорунжий. Під час угорської окупації потрапив до полону, утримувався в концтаборі Варюлапош, де піддавався жорстоким тортурам: 
| Нелюди і цього потовкли не гірше за інших. Днями били його в страшний спосіб.[1] |
Звільнений з табору разом із іншими галичанами і перевезений до Німеччини.
У 1941 році повітовий референт пропаганди ОУН Чесанівщини (тепер Польща), згодом член повітової управи Стрийщини. Учасник Похідних груп ОУН. Обласний провідник ОУН Вінниччини, а згодом Полтавщини протягом 1941—1942.
Заарештований гестапо, утримувався у в'язниці Монтелюпіх у Кракові, а згодом перевозять до концтабору Аушвіц (прибув 20 липня 1942), у якому й загинув.